# Adrian Sutil
Adrian Sutil (ur. 11 stycznia 1983 w Gräfelfing) – niemiecki kierowca wyścigowy, startujący w Formule 1.
Jego ojciec jest emigrantem z Urugwaju.

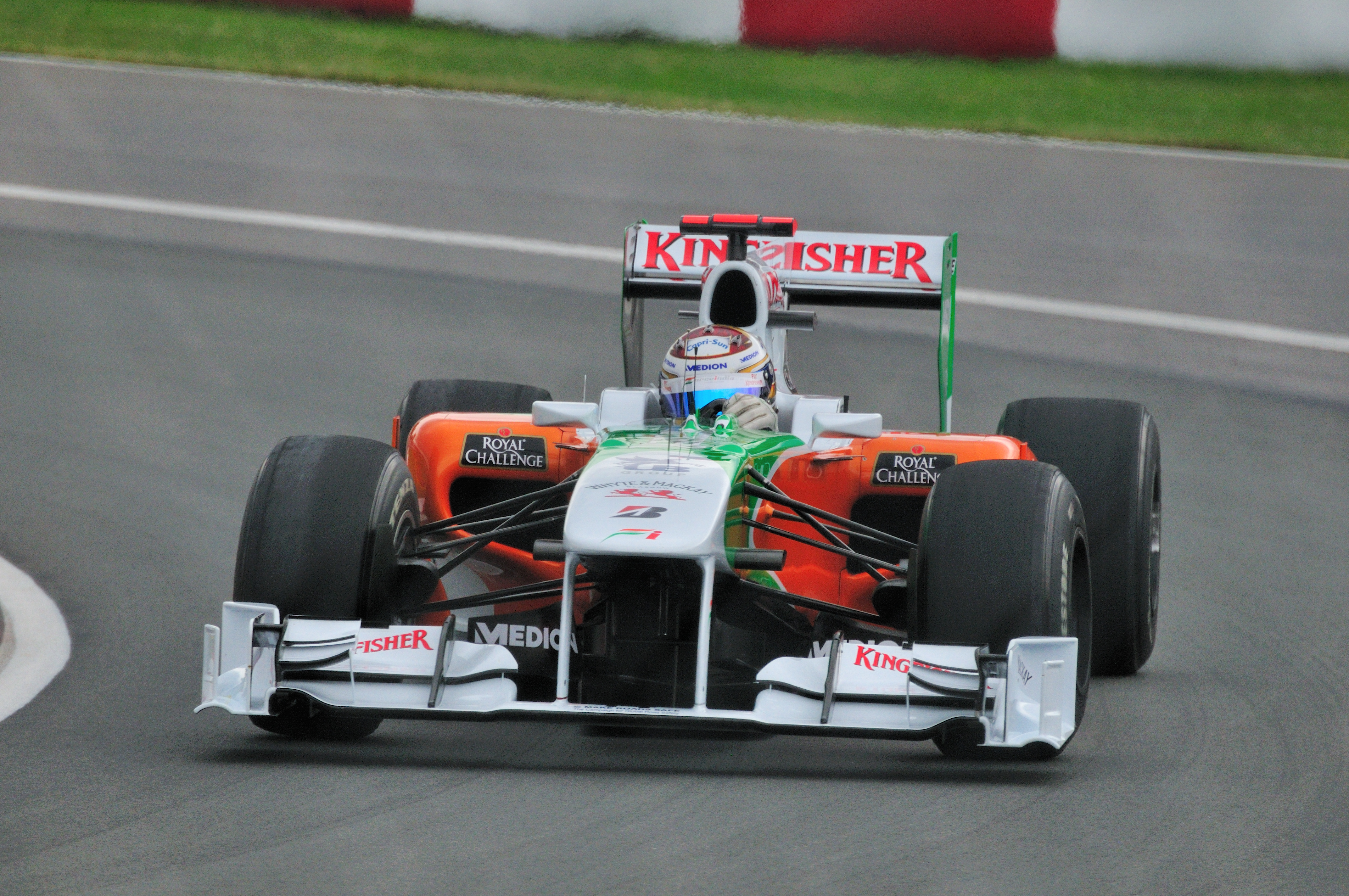
Adrian Sutil podczas Grand Prix Kanady 2010.

## Życiorys

### Początki kariery
Sutil rozpoczął karierę wyścigową w wieku 14 lat. Po sześciu latach startów w gokartach, w pierwszym sezonie zdobył tytuł mistrza szwajcarskiej Formuły Ford. W 2003 roku przeniósł się do Formuły BMW ADAC, gdzie zajął szóste miejsce. Rok później zadebiutował w Formułe 3 Euro Series, gdzie zdobył dwa pole position. W 2005 roku zajął drugie miejsce w klasyfikacji generalnej kierowców, przegrał walkę o tytuł z partnerem z zespołu, Lewisem Hamiltonem. W 2006 roku został mistrzem japońskiej Formuły 3, odnosząc pięć zwycięstw. Na koniec sezonu zajął trzecie miejsce w Grand Prix Makau.

### Formuła 1

#### 2006
W 2006 roku, oprócz startów w Formule 3, Sutil był trzecim kierowcą zespołu MF1 Racing podczas Grand Prix Europy, Francji oraz Japonii. Po rezygnacji MF1 Racing z usług Tiago Monteiro w sezonie 2007 Niemiec podpisał kontrakt na występy w ekipie Spyker F1 obok dotychczasowego kierowcy, Christijana Albersa.

#### 2007
Adrian Sutil zadebiutował podczas Grand Prix Australii. Sutil w kwalifikacjach zajął przedostatnie miejsce, natomiast w wyścigu zaliczył kolizję z Anthony Davidsonem już na pierwszym okrążeniu, a później dwa razy otrzymał karę drive through; za blokowanie lidera wyścigu Lewisa Hamiltona, oraz przekroczenie białej linii przy wyjeździe z boksów. Sutil zajął ostatnie, siedemnaste miejsce ze stratą dwóch okrążeń do zwycięzcy.
Podczas Grand Prix Japonii przed ostatnim okrążeniem zajmował punktowaną, ósmą pozycję, lecz został wyprzedzony przez Vitantonio Liuzziego i spadł na dziewiąte miejsce. Po wyścigu okazało się jednak, że Liuzzi wyprzedzał Sutila przy żółtej fladze. Po nałożeniu kary Włochowi doliczono do czasu 25 sekund, wskutek czego Sutil zdobył pierwszy punkt dla siebie i dla Spykera, dla którego, jak okazało się później, był to także jedyny punkt w krótkiej historii zespołu.

#### 2008
Podczas Grand Prix Monako Sutil niemal do samego końca jechał najsłabszym w stawce bolidem Force India jako czwarty. Na kilka okrążeń przed metą, zaraz po wyjeździe z tunelu Kimi Räikkönen wpadł w poślizg i stracił panowanie nad bolidem, wskutek czego uderzył w tył bolidu Niemca. Dla Sutila po dojechaniu do garażu był to koniec wyścigu, Fin musiał zjechać do boksu po nowy przedni spojler.
Na torze Fuji po 9 okrążeniach, gdy jechał na 10 pozycji, w jego samochodzie pękła opona. Ostatecznie Niemiec ukończył sezon na 20. miejscu w końcowej klasyfikacji z zerowym dorobkiem punktowym.

#### 2009
Adrian Sutil zdobył 5 punktów w trakcie Grand Prix Włoch za czwarte miejsce, startując dwie pozycje wyżej, ustanowił najszybsze okrążenie w wyścigu. Były to jego jedyne zdobyte punkty w sezonie. W klasyfikacji generalnej zajął siedemnaste miejsce.

#### 2010
W sezonie 2010 począwszy od Malezji oraz pierwszych wyścigów w Europie Niemiec zaczął regularnie zdobywać punkty. Właśnie w Malezji oraz w Belgii plasował się najwyżej – na piątych miejscach. Zdobył 47 punktów, co dało mu jedenaste miejsce w klasyfikacji generalnej kierowców.

#### 2011
W kolejnym sezonie startów Niemiec dziewięciokrotnie punktował. Tym razem jednak nigdy nie wspiął się wyżej, niż na szóste miejsce podczas Grand Prix Niemiec oraz Grand Prix Brazylii. Ostatecznie zdobył 42 punkty w klasyfikacji generalnej kierowców, co dało mu dziewiątą pozycję. O jego dalszej karierze zdecydować miały jednak nie wyniki, a problemy prawne. Otóż w wieczór po Grand Prix Chin w nocnym klubie w Szanghaju doszło do bójki pomiędzy Sutilem a udziałowcem Genii Capital (i jednocześnie jednym z właścicieli Lotus Renault GP) Erikiem Luksem). Po tym wydarzeniu Lux złożył pozew sądowy w związku z ciężkimi obrażeniami ciała, jakich doznał. Ostatecznie Sutil został skazany na 18 miesięcy więzienia w zawieszeniu oraz karę 200 000 € grzywny. Mimo że ostateczny wyrok zapadł dopiero 31 stycznia 2012 roku, już wcześniej ogłoszono, że Nico Hülkenberg zastąpi Sutila w bolidzie Force India.

#### 2013
Po przejściu Nico Hülkenberga do ekipy Sauber, właściciele zespołu Force India zdecydowali się na ponowne zatrudnienie Sutila w roli etatowego kierowcy wyścigowego. Uzbierał łącznie 29 punktów, podczas gdy Paul di Resta zdobył ich 48. Został sklasyfikowany na 13. miejscu w końcowej klasyfikacji kierowców.

#### 2014
Na sezon 2014 Niemiec podpisał kontrakt ze szwajcarską ekipą Sauber F1 Team. Statystycznie był to najgorszy sezon w wykonaniu Sutila od 2008 roku. Nie zdobył bowiem żadnego punktu. Blisko tego wyczynu był w Stanach Zjednoczonych, gdzie startował z dziesiątego pola. Podczas pierwszego okrążenia miał jednak kolizję z Sergio Pérezem. Swoje wyniki kierowca wielokrotnie próbował tłumaczyć słabą formą zespołu, którego drugi kierowca Esteban Gutiérrez uplasował się w klasyfikacji generalnej dwie pozycje za Niemcem. Mimo że Sutil posiadał kontrakt z Sauberem również na sezon 2015, już w trakcie sezonu ekipa ogłosiła zakontraktowanie innych kierowców.

## Wyniki
Stan: 23 listopada 2014

### Formuła 1
| Legenda oznaczeń w tabelach wyników Wyświetl szablon na nowej stronie | Legenda oznaczeń w tabelach wyników Wyświetl szablon na nowej stronie                                                                     |
| Oznaczenie                                                            | Wyjaśnienie |
| --------------------------------------------------------------------- | --- |
| Złoty                                                                 | Zwycięzca lub mistrzostwo |
| Srebrny                                                               | 2. miejsce lub wicemistrzostwo |
| Brązowy                                                               | 3. miejsce lub II wicemistrzostwo |
| Zielony                                                               | Ukończył, punktował (w klasyfikacji generalnej, gdy zdobył co najmniej jeden punkt na przestrzeni sezonu, poza trzema powyższymi opcjami) |
| Niebieski                                                             | Ukończył, nie punktował (w klasyfikacji generalnej, gdy nie zdobył co najmniej jednego punktu na przestrzeni sezonu)                      |
| Czerwony                                                              | Nie zakwalifikował się (NZ) |
| Czerwony                                                              | Nie prekwalifikował się (NPK) |
| Różowy                                                                | Nie ukończył (NU) |
| Różowy                                                                | Niesklasyfikowany (NS) (w klasyfikacji generalnej, gdy nie został sklasyfikowany w żadnym wyścigu sezonu)                                 |
| Czarny                                                                | Zdyskwalifikowany (DK) |
| Czarny                                                                | Wykluczony (WYK/EX) |
| Biały                                                                 | Nie wystartował (NW) |
| Biały                                                                 | Kontuzjowany (K/INJ) |
| Biały                                                                 | Wyścig odwołany (OD/C) |
| Bez koloru                                                            | Został wycofany (WYC/WD) |
| Bez koloru                                                            | Nie przybył (NP/DNA) |
| Bez koloru                                                            | Nie brał udziału w treningach (NT/DNP) |
| Bez koloru                                                            | Nie został zgłoszony (–) |
| Pogrubienie                                                           | Start z pole position |
| Kursywa                                                               | Najszybsze okrążenie wyścigu |
| †                                                                     | Nie ukończył, ale jego rezultat został zaliczony ze względu na przejechanie więcej niż 90% dystansu wyścigu.                              |
| *                                                                     | Sezon w trakcie |
| 1/2/3                                                                 | Punktowana pozycja w sprincie kwalifikacyjnym                                                                                             |
| Lista systemów punktacji Formuły 1                                    | |

| Sezon | Zespół                       | Samochód                | Pozycje startowe / w wyścigach | Pozycje startowe / w wyścigach | Pozycje startowe / w wyścigach | Pozycje startowe / w wyścigach | Pozycje startowe / w wyścigach | Pozycje startowe / w wyścigach | Pozycje startowe / w wyścigach | Pozycje startowe / w wyścigach | Pozycje startowe / w wyścigach | Pozycje startowe / w wyścigach | Pozycje startowe / w wyścigach | Pozycje startowe / w wyścigach | Pozycje startowe / w wyścigach | Pozycje startowe / w wyścigach | Pozycje startowe / w wyścigach | Pozycje startowe / w wyścigach | Pozycje startowe / w wyścigach | Pozycje startowe / w wyścigach | Pozycje startowe / w wyścigach | Pozycje startowe / w wyścigach | Pozycje startowe / w wyścigach |
| Sezon | Zespół                       | Silnik                  | 1                              | 2                              | 3                              | 4                              | 5                              | 6                              | 7                              | 8                              | 9                              | 10                             | 11                             | 12                             | 13                             | 14                             | 15                             | 16                             | 17                             | 18                             | 19                             | 20                             | 21                             |
| 2007  |                              |                         | Australia                      | Malezja                        | Bahrajn                        | Hiszpania                      | Monako                         | Kanada                         | Stany Zjednoczone              | Francja                        | Wielka Brytania                | Unia Europejska                | Węgry                          | Turcja                         | Włochy                         | Belgia                         | Japonia                        |                                | Brazylia                       |                                |                                |                                |                                |
| ----- | ---------------------------- | ----------------------- | ------------------------------ | ------------------------------ | ------------------------------ | ------------------------------ | ------------------------------ | ------------------------------ | ------------------------------ | ------------------------------ | ------------------------------ | ------------------------------ | ------------------------------ | ------------------------------ | ------------------------------ | ------------------------------ | ------------------------------ | ------------------------------ | ------------------------------ | ------------------------------ | ------------------------------ | ------------------------------ | ------------------------------ |
| 2007  | Etihad Aldar Spyker F1 Team  | Spyker F8-VIIB          | -                              | -                              | -                              | -                              | -                              | -                              | -                              | -                              | -                              | -                              | -                              | -                              | 21                             | 20                             | 20                             | 21                             | 21                             |                                |                                |                                |                                |
| 2007  | Etihad Aldar Spyker F1 Team  | Ferrari 056 2,4l V8     | -                              | -                              | -                              | -                              | -                              | -                              | -                              | -                              | -                              | -                              | -                              | -                              | 19                             | 14                             | 8                              | NU                             | NU                             |                                |                                |                                |                                |
| 2007  | Etihad Aldar Spyker F1 Team  | Spyker F8-VII           | 21                             | 22                             | 20                             | 20                             | 19                             | 21                             | 21                             | 22                             | 20                             | 21                             | 21                             | 21                             | -                              | -                              | -                              | -                              | -                              |                                |                                |                                |                                |
| 2007  | Etihad Aldar Spyker F1 Team  | Ferrari 056 2,4l V8     | 17                             | NU                             | 15                             | 13                             | NU                             | NU                             | 14                             | 17                             | NU                             | NU                             | 17                             | 21                             | -                              | -                              | -                              | -                              | -                              |                                |                                |                                |                                |
| 2008  |                              |                         | Australia                      | Malezja                        | Bahrajn                        | Hiszpania                      | Turcja                         | Monako                         | Kanada                         | Francja                        | Wielka Brytania                | Niemcy                         | Węgry                          | Unia Europejska                | Belgia                         | Włochy                         | Singapur                       | Japonia                        |                                | Brazylia                       |                                |                                |                                |
| 2008  | Force India Formula One Team | Force India VJM01       | 22                             | 20                             | 20                             | 20                             | 19                             | 18                             | 16                             | 18                             | 18                             | 19                             | 20                             | 20                             | 18                             | 20                             | 19                             | 19                             | 19                             | 20                             |                                |                                |                                |
| 2008  | Force India Formula One Team | Ferrari 056 2,4l V8     | NU                             | NU                             | 19                             | NU                             | 16                             | NU                             | NU                             | 19                             | NU                             | 15                             | NU                             | NU                             | 13                             | 19                             | NU                             | NU                             | NU                             | 16                             |                                |                                |                                |
| 2009  |                              |                         | Australia                      | Malezja                        |                                | Bahrajn                        | Hiszpania                      | Monako                         | Turcja                         | Wielka Brytania                | Niemcy                         | Węgry                          | Unia Europejska                | Belgia                         | Włochy                         | Singapur                       | Japonia                        | Brazylia                       |                                |                                |                                |                                |                                |
| 2009  | Force India Formula One Team | Force India VJM02       | 16                             | 19                             | 19                             | 19                             | 19                             | 15                             | 15                             | 18                             | 7                              | 18                             | 12                             | 11                             | 2                              | 15                             | 8                              | 3                              | 17                             |                                |                                |                                |                                |
| 2009  | Force India Formula One Team | Mercedes FO108W 2,4l V8 | 9                              | 17                             | 17                             | 16                             | NU                             | 14                             | 17                             | 17                             | 15                             | NU                             | 10                             | 11                             | 4                              | NU                             | 13                             | NU                             | 17                             |                                |                                |                                |                                |
| 2010  |                              |                         | Bahrajn                        | Australia                      | Malezja                        |                                | Hiszpania                      | Monako                         | Turcja                         | Kanada                         | Unia Europejska                | Wielka Brytania                | Niemcy                         | Węgry                          | Belgia                         | Włochy                         | Singapur                       | Japonia                        | Korea Południowa               | Brazylia                       |                                |                                |                                |
| 2010  | Force India F1 Team          | Force India VJM03       | 10                             | 10                             | 4                              | 10                             | 11                             | 12                             | 11                             | 9                              | 13                             | 11                             | 19                             | 13                             | 8                              | 11                             | 15                             | 15                             | 14                             | 23                             | 13                             |                                |                                |
| 2010  | Force India F1 Team          | Mercedes FO108X 2,4l V8 | 12                             | NU                             | 5                              | 11                             | 7                              | 8                              | 9                              | 10                             | 6                              | 8                              | 17                             | NU                             | 5                              | 16                             | 9                              | NU                             | NU                             | 12                             | 13                             |                                |                                |
| 2011  |                              |                         | Australia                      | Malezja                        |                                | Turcja                         | Hiszpania                      | Monako                         | Kanada                         | Unia Europejska                | Wielka Brytania                | Niemcy                         | Węgry                          | Belgia                         | Włochy                         | Singapur                       | Japonia                        | Korea Południowa               | Indie                          |                                | Brazylia                       |                                |                                |
| 2011  | Force India F1 Team          | Force India VJM04       | 16                             | 17                             | 11                             | 12                             | 17                             | 15                             | 14                             | 10                             | 11                             | 8                              | 8                              | 15                             | 12                             | 9                              | 11                             | 10                             | 8                              | 9                              | 8                              |                                |                                |
| 2011  | Force India F1 Team          | Mercedes FO108Y 2,4l V8 | 9                              | 11                             | 15                             | 13                             | 13                             | 7                              | NU                             | 9                              | 11                             | 6                              | 14                             | 7                              | NU                             | 8                              | 11                             | 11                             | 9                              | 8                              | 6                              |                                |                                |
| 2013  |                              |                         | Australia                      | Malezja                        |                                | Bahrajn                        | Hiszpania                      | Monako                         | Kanada                         | Wielka Brytania                | Niemcy                         | Węgry                          | Belgia                         | Włochy                         | Singapur                       | Korea Południowa               | Japonia                        | Indie                          |                                | Stany Zjednoczone              | Brazylia                       |                                |                                |
| 2013  | Sahara Force India F1 Team   | Force India VJM06       | 12                             | 9                              | 13                             | 6                              | 13                             | 8                              | 8                              | 6                              | 15                             | 11                             | 12                             | 14                             | 15                             | 14                             | 22                             | 13                             | 17                             | 16                             | 15                             |                                |                                |
| 2013  | Sahara Force India F1 Team   | Mercedes FO108F 2,4l V8 | 7                              | NU                             | NU                             | 13                             | 13                             | 5                              | 10                             | 7                              | 13                             | NU                             | 9                              | 16                             | 10                             | 20                             | 14                             | 9                              | 10                             | NU                             | 13                             |                                |                                |
| 2014  |                              |                         | Australia                      | Malezja                        | Bahrajn                        |                                | Hiszpania                      | Monako                         | Kanada                         | Austria                        | Wielka Brytania                | Niemcy                         | Węgry                          | Belgia                         | Włochy                         | Singapur                       | Japonia                        | Rosja                          | Stany Zjednoczone              | Brazylia                       |                                |                                |                                |
| 2014  | Sauber F1 Team               | Sauber C33              | 13                             | 18                             | 21                             | 14                             | 16                             | 18                             | 16                             | 17                             | 15                             | 17                             | 12                             | 14                             | 15                             | 17                             | 15                             | 17                             | 9                              | PIT                            | 13                             |                                |                                |
| 2014  | Sauber F1 Team               | Ferrari 059/3 1.6T V6   | 11                             | NU                             | NU                             | NU                             | 17                             | NU                             | 13                             | 13                             | 13                             | NU                             | 11                             | 14                             | 15                             | NU                             | 21                             | 16                             | NU                             | 16                             | 16                             |                                |                                |